# Gấu nâu Marsican
Gấu nâu Marsican (Ursus arctos marsicanus, tiếng Ý: orso bruno marsicano), còn được gọi là gấu nâu Apennine, là một phân loài cực kỳ nguy cấp của gấu nâu, với phạm vi phân bố chỉ giới hạn ở Công viên quốc gia Abruzzo và khu vực xung quanh thuộc lãnh thổ nước Ý. Gấu nâu Marsican rất giống với một giống gấu nâu thông thường với sự khác biệt nhỏ về ngoại hình và kỹ thuật ngủ đông.
Gấu con Marsican có xu hướng lớn lên khá nhanh. Chúng bị giới hạn trong Công viên quốc gia, nơi mà chính phủ Ý dành riêng cho chúng. Với sự tồn tại của họ ngày càng thu hẹp, chính phủ Ý gần đây đã bắt đầu nhấn mạnh việc bảo tồn của giống gấu này. Công viên đã trở thành một khu bảo tồn dành riêng cho các loài động vật như Gấu nâu Marsican, với hy vọng sẽ nhen nhóm một sự bùng nổ và phát triển của giống gấu kích thước lớn này. Trong những năm gần đây, nhiều nhóm bảo tồn đã cố gắng giúp đỡ giống gấu này. Tranh luận tồn tại về việc liệu nó nên được coi là một phân loài hay một đơn vị phân loại riêng.

## Chế độ ăn
Thức ăn ưa thích của loài gấu Marsican được biết đến là Buckthorn Berry, chúng ăn vào cuối mùa hè ở vùng núi của công viên Abruzzo, nơi loại thực phẩm này còn sót lại. Các thành phần khác trong chế độ ăn uống của chúng bao gồm thịt, ăn xác cũng như săn bắt một số động vật hoang dã, đó là lý do tại sao chúng không được coi là kẻ săn mồi gây hại cho những loài xung quanh. Mặt khác, một số động vật nuôi trong nhà bao gồm cừu, gà, gà tây và một số ít khác có thể trở thành nạn nhân của con gấu lớn và móng vuốt sắc nhọn của nó. Bên cạnh thói quen ăn uống, Gấu Marsican cũng học cách bắt đầu tìm kiếm một nơi khô ráo và an toàn để sống qua mùa đông.